# Пиуро
Пиу̀ро (на италиански: Piuro, на западноломбардски: Piür, Пиюр) е община в Северна Италия, провинция Сондрио, регион Ломбардия. Разположено е на 382 m надморска височина. Населението на общината е 1975 души (към 2010 г.).
Административен център на общината е село Просто (Prosto).